# Пилькомайо (река)
Пилькома́йо (исп. Río Pilcomayo) или Арагва́й (исп. Río Araguay) — река в Боливии, Парагвае и Аргентине, приток Парагвая. Средний расход воды — 188 м³/с.
Истоки реки находятся на восточных склонах Анд на высоте 5200 метров над уровнем моря в провинции Эдуардо-Авароа департамента Оруро. Сначала река протекает в юго-восточном направлении 836 км по Боливии, далее образует государственную границу между Аргентиной и Парагваем, после чего впадает в Парагвай в районе Асунсьона.
Длина реки — 2500 км. Площадь речного бассейна — около 270 тыс. км², на которой проживает примерно 1,5 млн человек. На боливийскую территорию приходится 680 км длины реки и 96 267 км² площади бассейна. В бассейне реки расположены национальные парки Тинфунке (Парагвай) и Рио-Пилькомайо (Аргентина). По реке проходит граница Аргентины и Парагвая протяжённостью 835 километров.
С языка кечуа название дословно можно перевести как «птичья река».